# Eriolarynx
Eriolarynx är ett släkte av potatisväxter. Eriolarynx ingår i familjen potatisväxter.
Kladogram enligt Catalogue of Life:
| Eriolarynx | \| \| Eriolarynx fasciculata \| \| \| \| \| \| Eriolarynx iochromoides \| \| \| \| \| \| Eriolarynx lorentzii \| \| \| \| |
|            | \| \| Eriolarynx fasciculata \| \| \| \| \| \| Eriolarynx iochromoides \| \| \| \| \| \| Eriolarynx lorentzii \| \| \| \| |
|            | Eriolarynx fasciculata |
|            | |
|            | Eriolarynx iochromoides                                                                                                   |
|            | |
|            | Eriolarynx lorentzii |
|            | |